# Jedlí
Obec Jedlí (německy Jedl) se nachází v okrese Šumperk v Olomouckém kraji. Žije zde 670 obyvatel.

## Historie
První písemná zmínka o obci pochází z roku 1351.

## Pamětihodnosti
V katastru obce jsou evidovány tyto kulturní památky:

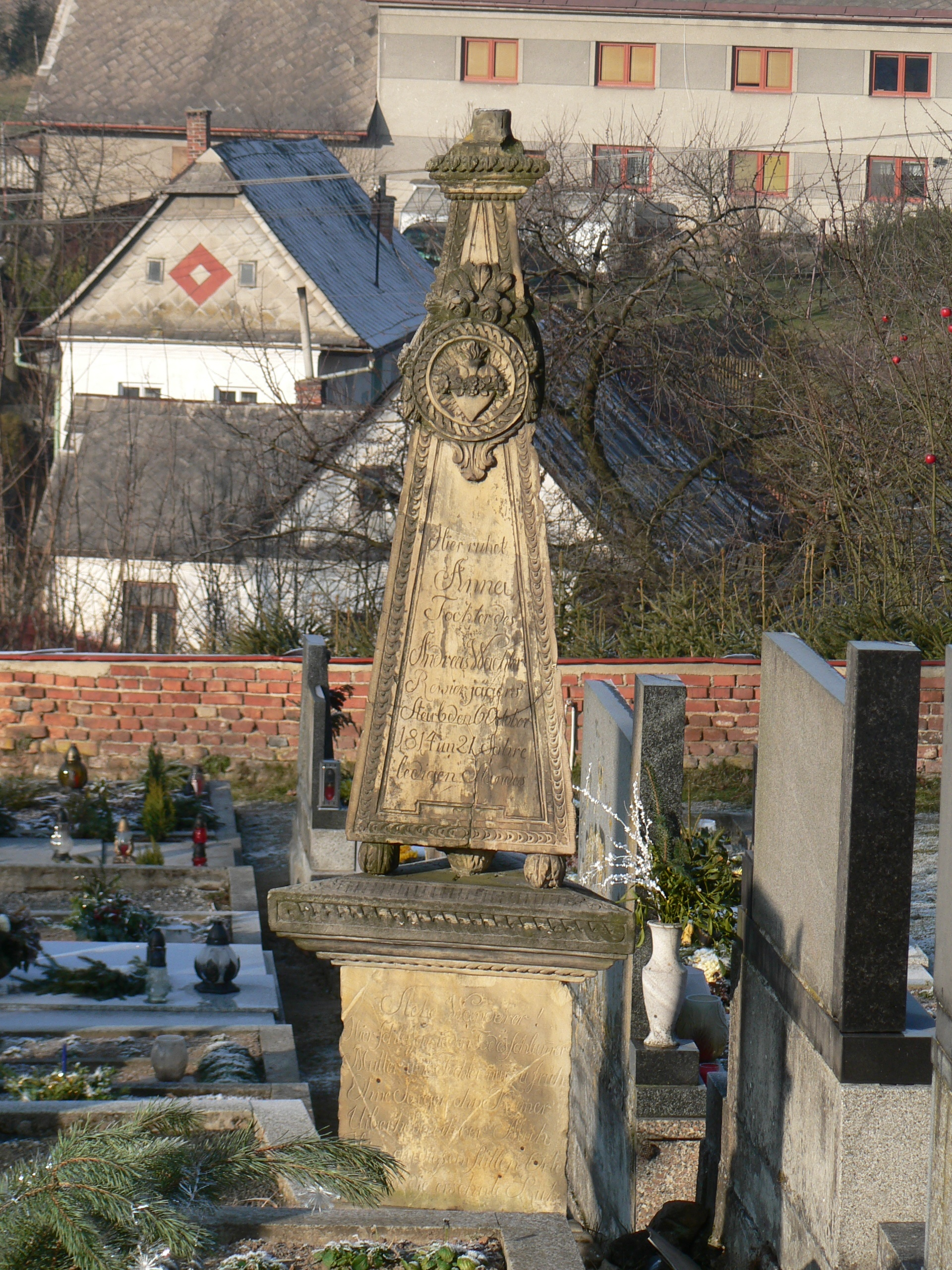
Empírový náhrobek rodiny Wachlerovy

- Usedlost čp. 101 – lidová hospodářská usedlost se zachovanou dispozicí, arkádovým náspím a štítem členěným maltovým štukem, z roku 1834
- Boží muka (na konci vesnice) – sloupková boží muka, lidová kamenická práce z roku 1860
- Sloup Nejsvětější Trojice (u silnice k Drozdovu) – pískovcové sousoší z roku 1773 s reliéfy na soklu
- Náhrobek rodiny Wachlerovy (na hřbitově) – empírová kamenická práce z roku 1819
- Společný hrob a pomník obětí nacismu (na hřbitově) – hrob pěti účastníků odboje za druhé světové války
- Pomník na místě popravy J. Filipa, V. Juránka a M. Pavlíka (silnice v dolní části obce) – památka protifašistického odboje z roku 1950
- Partyzánský pomník Drozdovská Pila (z Drozdova asi 2 km po žluté turistické značce na západ) – připomíná místo, kde v roce 1944 padl zábřežský učitel Jan Háječek

Další památky nechráněné zákonem:
- Kostel sv. Jana Křtitele – stavba z let 1782–1786